# Michel Bastos
Michel Fernandes Bastos (* 2. August 1983 in Pelotas) ist ein ehemaliger brasilianischer Fußballspieler, der auch die französische Staatsbürgerschaft besitzt. Er gab im Oktober 2019 sein Karriereende bekannt. Bastos war brasilianischer Nationalspieler, er brachte es auf 10 Länderspieleinsätze.

## Karriere

### Vereine

#### Anfänge und Zeit in den Niederlanden
Bastos wurde in Jugendabteilung des EC Pelotas ausgebildet. Im Sommer 2001 wechselte der damals 18-jährige Mittelfeldspieler nach Europa zum niederländischen Verein Feyenoord Rotterdam. Nach seiner ersten Saison dort wurde er an den Erstligaaufsteiger Excelsior Rotterdam innerhalb der Stadt weiter verliehen, um Spielpraxis zu sammeln. Seinen Durchbruch schaffte Bastos in Europa zu diesem Zeitpunkt jedoch nicht. Er kam über die Jokerrolle nicht hinaus und konnte nur selten überzeugen.

#### Brasilien
Nach zwei Jahren in den Niederlanden ging er wieder zurück nach Brasilien, wo er zunächst ein halbes Jahr für Athletico Paranaense spielte und danach für jeweils ein Jahr an Grêmio Porto Alegre und Figueirense FC verliehen wurde. Für Grêmio Porto Alegre erzielte er vier Tore und bereitete viele weitere Treffer vor. Bei Figueirense FC war er Stammspieler und Leistungsträger und traf im Durchschnitt in jedem dritten Spiel.

#### OSC Lille
Im Sommer 2006 ging Bastos zum französischen Erstligisten OSC Lille. Sein erstes Spiel für Lille absolvierte er zur Saisoneröffnung beim 2:1-Auswärtssieg über Stade Rennes am 5. August 2006. Beim Derby du Nord zwischen dem RC Lens und Lille erzielte er am 20. Spieltag der Saison 2006/07 seinen ersten Treffer für Lille. Am Ende der Saison hatte er drei Tore in der Liga erzielt. In den folgenden Spielzeiten steigerte er seine Torgefahr deutlich. So traf er in der Saison 2007/08 achtmal in der Liga und bereitete zwei weitere Tore vor. 2008/09 wurde er mit 14 Punktspieltreffern Vierter der Torschützenliste und wurde in die Mannschaft des Jahres gewählt.

#### Olympique Lyon

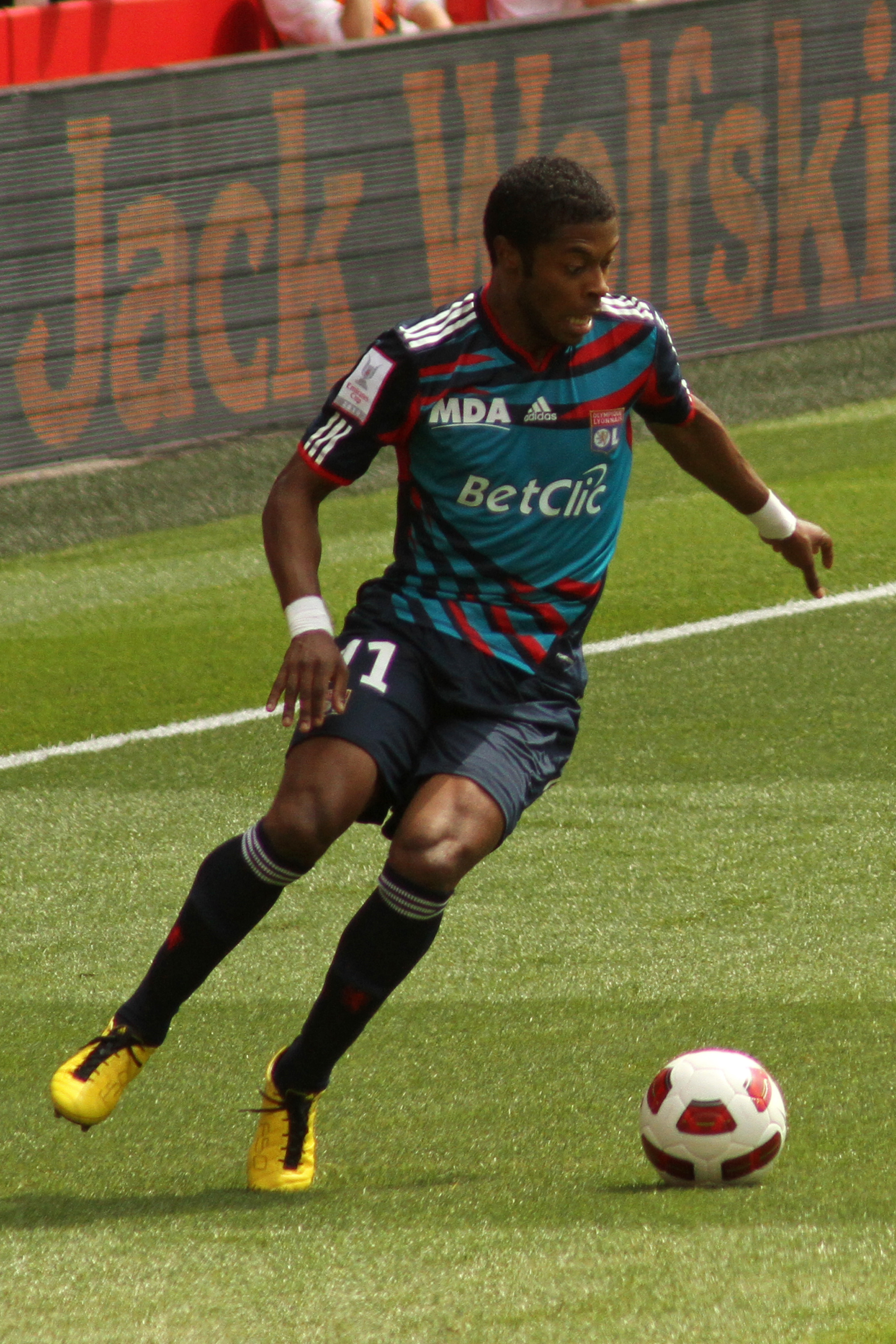
Bastos im Trikot von Olympique Lyon

Nach dieser erfolgreichen Saison wechselte Bastos 2009/10 als Ersatz für den abgewanderten Juninho innerhalb der Ligue 1 zu Olympique Lyon. Mit Lyon zog er in das Halbfinale der Champions League ein, in dem der Verein schließlich am deutschen Rekordmeister FC Bayern München scheiterte. In der Meisterschaft blieb der zweite Tabellenplatz hinter Olympique Marseille. Bastos erfüllte die hohen Erwartungen bei Olympique Lyon, war mit zehn Toren in 32 Ligaspielen ein torgefährlicher Mittelfeldspieler und überzeugte letztlich auch Nationaltrainer Carlos Dunga von seinen Qualitäten. Am 21. Februar 2010 gelang ihm beim 4:0-Sieg gegen den FC Sochaux ein lupenreiner Hattrick innerhalb von 21 Minuten. Die Saison 2010/11 verlief ähnlich wie die vorherige. Er machte zwar weniger Tore in der Liga, bereitete aber mehr Treffer vor und erzielte in der Champions League mehr Tore. Die Saison 2011/12 war für Bastos auf internationaler Ebene enttäuschend: Das Team setzte sich zwar in der Champions-League-Qualifikation gegen Rubin Kazan durch, schied aber im Achtelfinale des Wettbewerbs überraschend gegen APOEL Nikosia aus. Auch in der Liga qualifizierte sich Bastos Verein lediglich für die UEFA Europa League. Für die Saison 2012/13 war er erstmals auf der linken offensiven Seite nicht gesetzt. Er kam lediglich zu Kurzeinsätzen, erzielte aber in 726 Minuten fünf Tore. Am Ende der Hinrunde hatte Bastos zwölf Ligaspiele und einen Einsatz in der Europa League absolviert.

#### FC Schalke 04
Im Januar 2013 lieh der FC Schalke 04 Bastos bis zum 30. Juni 2014 aus. Schalke sicherte sich zudem eine Kaufoption. Bastos machte sein erstes Pflichtspiel für Schalke am 2. Februar 2013 bei der 1:2-Heimspielniederlage gegen die SpVgg Greuther Fürth und erzielte hierbei den Schalker Treffer. Am 16. Februar 2013 schoss er beim Auswärtsspiel gegen den 1. FSV Mainz 05 (2:2) beide Tore für Schalke. Im Champions League Achtelfinal-Rückspiel gegen Galatasaray Istanbul erzielte er sein erstes Tor für Schalke 04 in diesem Wettbewerb. Anfang August 2013 verließ Bastos den FC Schalke 04 vorzeitig. Grund war eine im Vertrag enthaltene Option, die besagte, dass der FC Schalke 04 innerhalb von fünf Tagen ein Kaufangebot für Bastos abgeben müsse, sobald ein Drittverein ein Angebot abgibt. Nachdem Bastos selbst um einen Wechsel gebeten hatte, wurde das Leihgeschäft mit Olympique Lyon aufgelöst.

#### al Ain Club und AS Rom
Nach dem Ende des Leihgeschäftes wechselte Bastos zum al Ain Club, den damals amtierenden Meister der UAE Arabian Gulf League, wo er einen Dreijahresvertrag unterschrieb. Bereits nach einem halben Jahr wechselte er im Januar 2014 auf Leihbasis und mit einer Kaufoption in Höhe von 3,5 Mio. € in die Serie A zur AS Rom. Mit den Römern gewann der Brasilianer die Vizemeisterschaft.

#### Rückkehr nach Brasilien
Nachdem Rom die vereinbarte Kaufoption nicht zog, kehrte Bastos im August 2014 zurück in sein Heimatland Brasilien und wechselte zum FC São Paulo. Mit seinem Verein erreichte er im ersten Jahr hinter Cruzeiro Belo Horizonte die Vizemeisterschaft. Am brasilianischen Meister scheiterte man dann auch im Achtelfinale der Copa Libertadores 2015. In der Liga wurde São Paulo Vierter und Bastos erzielte sieben Saisontore. Dabei kam der variable Spieler vornehmlich auf dem rechten Flügel, aber auch auf der gesamten linken Außenbahn sowie im zentralen Mittelfeld zum Einsatz. In seiner letzten Saison für São Paulo kam Bastos weniger zum Einsatz, erzielte kein einziges Tor und wurde Tabellenzehnter. In der Copa Libertadores 2016 dagegen überzeugte er und scheiterte mit seiner Mannschaft erst im Halbfinale am späteren Turniersieger Atlético Nacional.
Zur Saison 2017 wechselte er dann zum Stadtrivalen und amtierenden Meister Palmeiras. Mit Bastos als Linksverteidiger konnte der Club den Erfolg jedoch nicht wiederholen und wurde Vizemeister hinter Corinthians São Paulo. In der Copa Libertadores 2017 schied Palmeiras nach Elfmeterschießen im Achtelfinale gegen den ecuadorianischen  Barcelona Sporting Club aus. Nach Stationen bei Sport Recife und América Mineiro verkündete Bastos im Oktober 2019 sein Karriereende.

### Nationalmannschaft
Trotz guter Leistungen bei Lille wurde Bastos bis 2009 nicht für die Nationalmannschaft Brasiliens nominiert. Erst sein Wechsel nach Lyon brachte ihn in den Fokus des damaligen Trainer Carlos Dunga. Am 27. Oktober 2009 wurde der Flügelspieler erstmals für die Farben seines Landes in den Kader der Seleção berufen. Am 14. November kam er schließlich zu seinem Debüt. Beim 1:0-Erfolg gegen England lief Bastos als Linksverteidiger auf. Obwohl er im Verein meist im Mittelfeld spielt, lief er auch in den Folgespielen der Landesauswahl als linker Abwehrspieler auf und festigte seinen Platz in der Startelf. In der Qualifikation zur Fußball-Weltmeisterschaft 2010 bestritt Bastos keine einzige Partie, wurde aber dennoch von Trainer Dunga im Mai 2010 in den WM-Kader berufen. Während des Turniers war Bastos Stammkraft auf der Position des Linksverteidigers, wo er allen fünf Spielen zum Einsatz kam. Im Viertelfinale gegen die Niederlande schied die Mannschaft enttäuschend aus. Im Vorfeld der WM gelang ihm sein einziger Treffer für Brasilien, als er im Freundschaftsspiel am 2. Juni 2010 gegen Simbabwe ein Tor beim 3:0-Erfolg beisteuern konnte.

## Spielweise
Michel Bastos war flexibel einsetzbar und überzeugte durch präzises Passspiel. Vorrangig wurde er im linken offensiven Mittelfeld eingesetzt und sorgte dabei mit seinem sehr harten linken Schuss für zahlreiche Torsituationen. Gelegentlich spielte er im rechten offensiven Mittelfeld, um von dort dribbelnd ins Zentrum zu ziehen und den Torabschluss zu suchen. Bei der Weltmeisterschaft 2010 in Südafrika wurde der Linksfuß vom damaligen Trainer Carlos Dunga als linker Außenverteidiger eingesetzt und konnte auch auf dieser Position durch stabile Leistungen und Dribblings entlang der Außenlinie überzeugen.

## Erfolge
- Französischer Pokalsieger: 2012
- Französischer Fußball-Supercup: 2012